# Sandslott

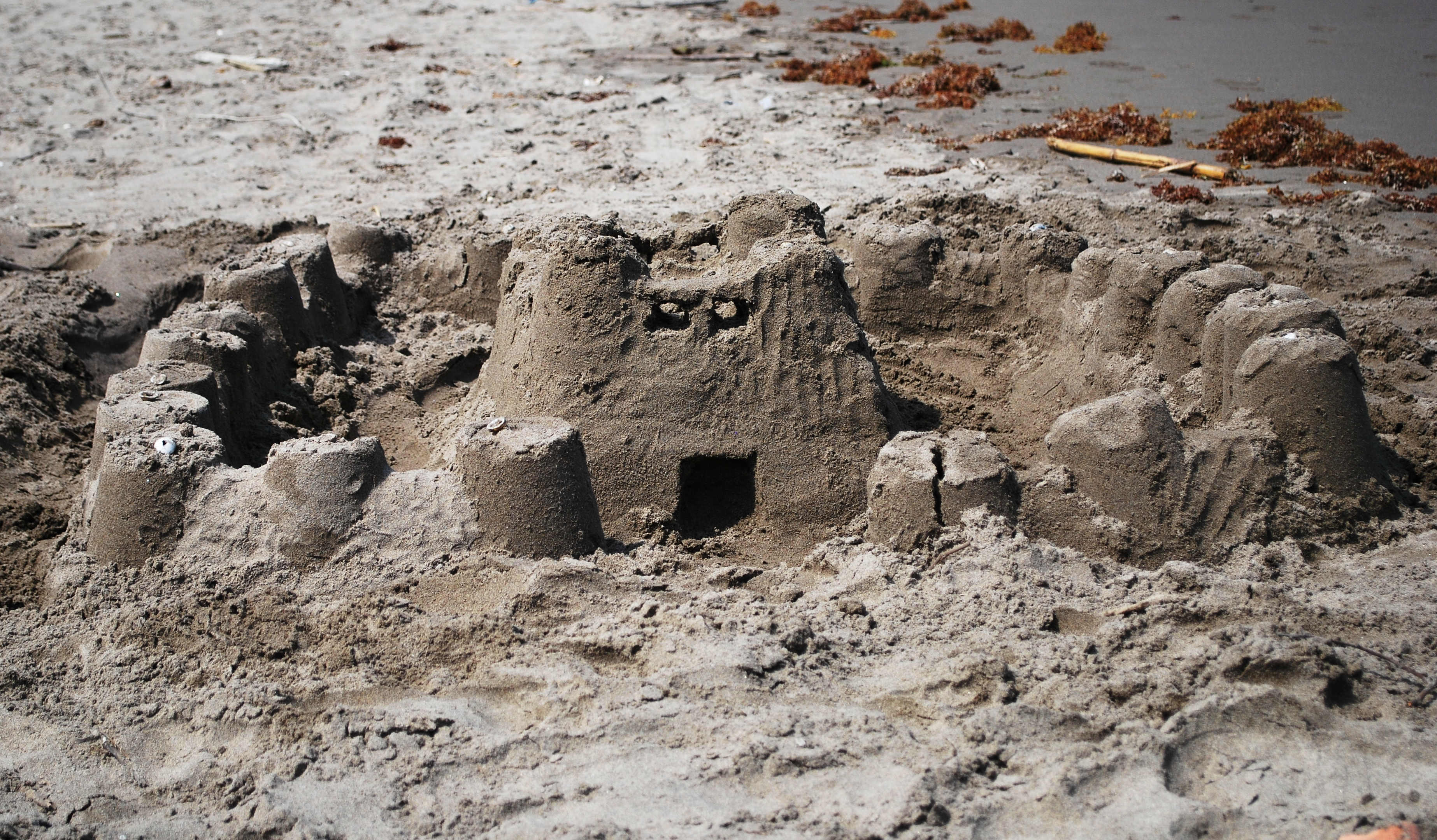
Ett sandslott.

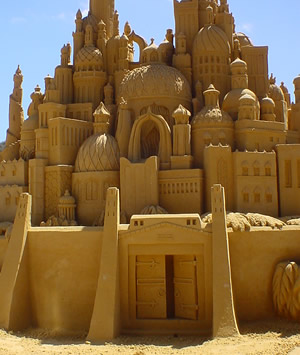
En sandskulptur.

Ett sandslott eller en sandskulptur är en skulptur av sand föreställande till exempel en byggnad i miniatyr, ofta traditionellt men inte alltid, ett slott. Sandslott utformas av sandsten eller fuktig sand.
Sandslott byggs vanligtvis på stränder, där det finns gott om vatten och sand, eller i sandlådor.
Större sandskulpturer huggs ofta ut ur sandstensblock eller ur block i en process skapade av speciellt sammansatt lerblandad sand. Det förekommer även världen över tävlingar i att bygga vackrast sandskulpturer såsom i Sverige till exempel årligen i Falsterbo sedan 1983 och Kalmar International Sandsculpture Festival sedan 2013.